# Walther Model 1
Walther Model 1 este primul pistol cu încărcare semi-automată produs de armurierul german Carl Walther. Proiectul a fost făcut de fiul lui Carl, Fritz Walher undeva între 1906 și 1908. Comercializarea lui începe, probabil în 1908 denumirea de Model 1, fiindu-i atribuită retroactiv, după apariția pistolului Walther Model 2 în 1914. Data certă a lansării este încă disputată, cert este că cererea de brevetare numărul 235944 a fost depusă în numele lui Carl Walther la 08 august 1909 și eliberată la 22 iunie 1911 . Arma a apărut pentru prima dată în catalogul ALFA în 1911. Modelul 1 a fost inițial comercializat ca "Deutsche Selbstlade Pistole Walther, Modell 1910, Kaliber 6,35."

## Construcție
Proiectul original al lui Walther Modelul 1 pare să se bazeze pe cel al pistolului Steyr-Mannlicher din 1900 și folosește cartușul Browning model 1906 de calibru 6,35 mm. Walther Model 1 are țeava fixă, manșonul deschis pe partea de deasupra și arcul recuperator sub țeavă. o caracteristică de construcție aparte este o constituie manșonul care acoperă țeava pe toată lungimea acesteia.

## Părți componente
1. Manșon
2. Extractor
3. Arcul extractorului
4. Bolțul extractorului
5. Percutor
6. Arcul percutorului
7. Ghidajul percutorului
8. Arcul de recul
9. Cămașa țevii
10. Țeavă
11. Ghidajul arcului de recul
12. Arcul pistonului
13. Pistonul
14. Piedica
15. Arcul piedicii
16. Rama
17. Arcul închizătorului
18. Bolțul închizătorului
19. Închizătorul
20. Bolțul trăgaciului
21. Trăgaciul
22. Dispozitivul de fixare a piedici
23. Arcul de prindere a încărcătorului
24. Separator
25. Arcul separatorului
26. Levierul trăgaciului
27. Siguranța
28. Levierul piedicii
29. Bolțul arcului de la încărcător
30. Bolțul de prindere al încărcătorului
31. Prinzătorul încărcătorului
32. Încărcătorul
33. Șurubul de prindere a panoului din stânga
34. Panoul stânga
35. Șurubul de prindere a panoului din dreapta
36. Panoul dreapta

## Variante
Walther Model 1 A fost produs în cel puțin 5 variante diferite.

## Legături externe
http://unblinkingeye.com/Guns/WMod1/wmod1.html
http://www.waltherarms.com/about-walther/#.UupMoPl_t3k Arhivat în 5 iunie 2014, la Wayback Machine.
http://www.cruffler.com/historic-march00.html

## Vezi și
http://armesetpassion.free.fr/eclatewalthermodel11908.html#haut Arhivat în 2 aprilie 2010, la Wayback Machine.